# Boždarevac
Boždarevac (em cirílico:Бождаревац) é uma vila da Sérvia localizada no município de Barajevo, pertencente ao distrito de Belgrado, na região de Šumadija. Possuía uma população de 1006 habitantes segundo o censo de 2009.

## Demografia
| 1948  | 1953  | 1961  | 1971  | 1981  | 1991  | 2002  |
| ----- | ----- | ----- | ----- | ----- | ----- | ----- |
| 1 374 | 1 431 | 1 340 | 1 307 | 1 546 | 1 617 | 1 218 |